# Alcunha
Uma alcunha (em árabe: الكُنْيَة, translit. al-kunia) ou apodo é uma designação não-oficial criada através de um relacionamento interpessoal, geralmente informal, para identificar uma determinada pessoa, objeto ou lugar, de acordo com uma característica que se destaque positiva ou negativamente, de forma a atribuir-lhe um valor específico.
No Brasil e na Madeira também se usa o termo apelido que, em Portugal continental, é sobretudo usado para designar o nome de família (sobrenome). São também sinônimos de alcunha as palavras apodo, antonomásia, cognome e epíteto. A designação apelido pode causar potencialmente alguma confusão de sentido, visto que em sua origem significa o nome de família, ou seja, o que no Brasil chama-se de sobrenome, embora na linguagem técnica a palavra mantenha seu significado original.
São fontes de inspiração para os apodos alguns ofícios (padeiro, leiteiro, roceiro) e o local de origem (alemão, japonês, baiano, carioca).
Diversos apelidos de família em várias culturas do mundo tiveram origem em alcunhas, tais como Gago, Gobbo, Mancini etc. A grande difusão de alcunhas em Portugal foi notada até mesmo por viajantes estrangeiros como o inglês James Murphy, que em 1795 escreveu:
| “ | (...) as alcunhas são aqui muito frequentes e têm a sua origem nos negócios, em incidentes notáveis, lugares em que residem ou em factos bons ou maus. | ” |
|   | — James Murphy. |   |

Algumas alcunhas comuns têm normalmente origem em características físicas do indivíduo, como aleijadinho, manco, caolho, quatro-olhos.
Deve-se considerar ainda que as alcunhas podem prejudicar psicologicamente o seu alvo, quando assumem caráter pejorativo, evidenciando uma característica que o mesmo desaprove, como no citado exemplo caolho, dentre outros.